# Zemlje u razvoju
Zemlje u razvoju je pojam koji se općenito rabi za označavanje država s niskom razinom materijalnog blagostanja. Ne postoji niti jedna globalno prihvaćena definicija situacije u kojoj je država "napredna". Razina u razvoju gospodarstva može se razlikovati unutar skupine zemalja u razvoju. 
U prošlosti je naglasak prvenstveno bio na gospodarskom rastu i industrijalizaciji države. Danas je jedan od najpoznatijih mjerila indeks ljudskog razvoja (HDI) koji uzima u obzir i ekonomske i društvene aspekte razvoja.
Zemlje u razvoju često se spominju kao zemlje s niskim životnom standardom stanovništva, nezrazvijenom gospodarstvom i niskog HDI-indeksa.
Najviše su u ovoj kategoriji spominju članice G77 i druge zemalje u sličnim fazama razvoja. 
Ponekad se nazivaju i zemlje trećeg svijeta.